# Alfred Achermann
Alfred Achermann (nascido em 17 de julho de 1959) é um ex-ciclista de estrada suíço, que foi profissional de 1984 a 1991.
Achermann competiu representando seu país, Suíça, nos Jogos Olímpicos de Verão de 1984 em Los Angeles, nos Estados Unidos, onde conquistou a medalha de prata nos 100 km contrarrelógio por equipes, ao lado de Richard Trinkler, Laurent Vial e Benno Wiss.